# Dobročinný spolek Medáků
Dobročinný spolek Medáků byl název používaný dvěma různými spolky historicky působícímí v pražských Střešovicích. Medáci původně vznikli v roce 1912 jako podpůrná společnost pořádající charitativní akce a stejný název pak mezi lety 1998-2003 používalo sdružení squatterů zasazující se o rozvoj a zachování historického rázu Střešovic.

## Medáci na počátku 20. století
Dobročinný spolek Medáků vznikl roku 1912 jako stolní podpůrná společnost ve Střešovicích. Sídlil v tehdejším hostinci U štrosů (později zvaném U růže a U zvoničky) a pořádal kulturní akce, při kterých členové vybírali finanční prostředky na pomoc místní chudině.

## Medáci na přelomu 20. a 21. století
V roce 1995 obsadili Medáci formou squatu tři opuštěné domy ve Střešovicích (Starostřešovická ulice č. p. 79, 96 a ulice Nad hradním vodojemem č. p. 946), které od roku 1989 náležely hlavnímu městu Praze. Největší z nich s č. p. 96 pojmenovali jako Dům soudobé kultury. Název spolku přebrali podle jednoho z tehdejších členů Jiřího Weberschinka podle plechové cedulky vykopané na zahradě jednoho z domů. V následujících letech zde pořádali kulturní a vzdělávací program, výtvarné, hudební i divadelní akce a kavárnu. Rovněž se zasazovali o zachování genia loci a památkovou ochranu Starých Střešovic a těšili se podpoře místních obyvatel.
V roce 2001 byly všechny tři domy převedeny do vlastnictví městské části Praha 6, která dva z nich schválila prodat a Medákům adresovala výzvu k vystěhování. Na třetí z domů č.p. 96 v ulici Starostřešovická bylo nakonec na jaře 2002 vyhlášeno výběrové řízení, kterého se Medáci zúčastnili a v květnu o pronájmu objektu Dobročinnému spolu Medáků rozhodla rada městské části. V září ale přišla další výzva k vystěhování, spory s novým údajným nájemcem Tomášem Klímou, o celé záležitosti také rozhodoval Městský soud v Praze. Přestože Medáci v čele s mluvčím Martinem Skalským odmítali opustit jakýkoliv ze třech objektů, byli nakonec během roku 2003 nuceni domy opustit.